# Aaron Peirsol
Aaron Wells Peirsol (Irvine, Kalifornija, 23. srpnja 1983.) američki je plivač, jedan od najboljih plivača leđnim stilom na svijetu.
Kao 15-godišnjak, godine 1999., Peirsol je postao najmlađi plivač koji je 200 m leđno isplivao ispod 2 minute. 
Višestruki je olimpijski pobjednik i svjetski prvak u plivanju. Osvajao je medalje na trima Olimpijskim igrama.